# IC 4751
IC 4751 ist eine linsenförmige Galaxie vom Hubble-Typ SB0 im Sternbild Pfau am Südsternhimmel. Sie ist schätzungsweise 206 Millionen Lichtjahre von der Milchstraße entfernt.
Das Objekt wurde am 20. Juli 1901 von DeLisle Stewart entdeckt.